# Jacques van Meer
Jacques van Meer (Wouw, Roosendaal, 18 de maig de 1958) va ser un ciclista neerlandès, que fou professional entre 1981 i 1986. Quan era amateur va participar en els Jocs Olímpics de Moscou.

## Palmarès
- 1978
  - Vencedor de 2 etapes a l'Olympia's Tour
- 1979
  - 1r a l'Omloop der Kempen
  - 1r a la Volta a Limburg
- 1980
  -  Campió dels Països Baixos amateur en ruta
  - Vencedor d'una etapa a l'Olympia's Tour
  - Vencedor d'una etapa al Tour de Loir i Cher
- 1983
  - 1r a Le Samyn
- 1984
  - Vencedor d'una etapa a la Volta a Andalusia

### Resultats al Tour de França
- 1985. 55è de la classificació general

### Resultats a la Volta a Espanya
- 1981. 28è de la classificació general

### Resultats al Giro d'Itàlia
- 1985. 82è de la classificació general
- 1986. Abandona